# Церковь Святого Михаила (Лондон)

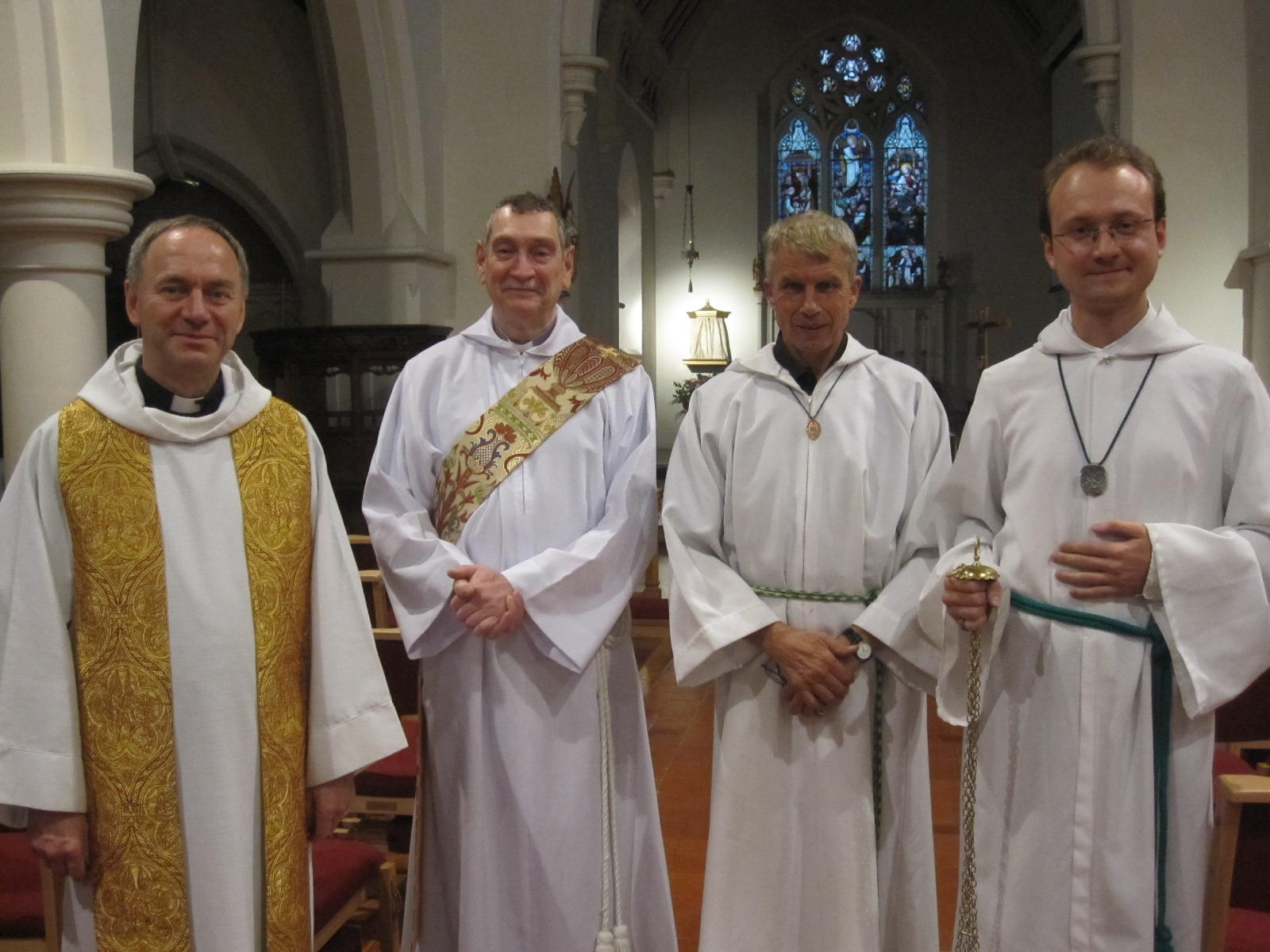
После Адорации (слева направо): настоятель о. Колин Коппен, диакон о. Денис хартли, церемониарий Браин, ризничий и церемониарий в Свято-андреевском приходе Церкви Англии в Москве Иван Фадеев

Приходская церковь Святого Михаила, Вуд-Грин — англиканская церковь на севере Лондона, принадлежащая к епископской области Эдмонтон, диоцез Лондона.

## История
Здание церкви Святого Михаила в районе Вуд-Грин было спроектировано архитектором Джорджем Гилбертом Скоттом. В 1844 году она была освящена в качестве часовни.
Вслед за временным закрытием в 1850-х из-за оседания почвы и фундамента, здание претерпело перестройку в 1865 году.
В 1866 году церковь Святого Михаила стала районным капелланством (a district chapelry) и, таким образом, оказалась выведенной из под юрисдикции викария Тоттенхэма. В юрисдикции капелланства было две церкви: Святого Иоанна на Brook Road, освященной в 1898, и церковь Доброго Пастыря на Berwick Road, освященной в 1916.
Сегодня церковь Святого Михаила является районной приходской церковью (a district parish church), в юрисдикции которой находятся церковь St Michael-at-Bowes и церковь Святого Гавриила на Bounds Green.
Церковь является приходом, аффилированным с Forward in Faith (англ. Вперед в Вере) — международным традиционалистским англо-католическим движением.

## Клир
- Настоятель: преподобный о. Колин Коппен.
- Диакон: о. Денис Хартли.

## Служители и сотрудники прихода
- Ризничий и церемониарий — Браин Торн

Старосты прихода:
- Деррик Браун
- Люэн МакИнтош